# Frédéric de Falloux du Coudray
Frédéric de Falloux du Coudray (ur. 15 sierpnia 1815 w Le Bourg-d'Iré, zm. 22 czerwca 1884 w Tivoli) – francuski duchowny katolicki, kardynał, brat polityka Alfreda de Falloux.

## Życiorys
Święcenia kapłańskie przyjął w 1837. Od 1851 do 1877 był sekretarzem Świętej Kongregacji ds. Dyscypliny Zakonnej. W latach 1861–1877 sprawował urząd regenta Kancelarii Apostolskiej. 12 marca 1877 Pius IX wyniósł go do godności kardynalskiej. Wziął udział w Konklawe 1878, wybierającym Leona XIII.